# Институт тибетологии Намгьял

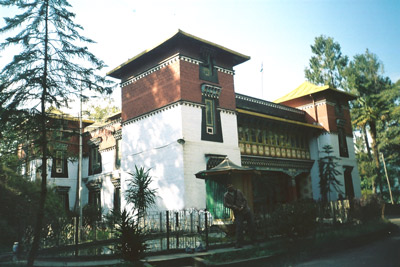
Внешний вид здания Института,

Институт тибетологии Намгьял (англ. Namgyal Institute of Tibetology) — тибетский музей и тибетологический центр в Гангтоке, Сикким, Индия. Он располагает крупнейшей за пределами Тибета коллекцией тибетских статуй, алтарей, танка, масок и других объектов тибетского искусства.

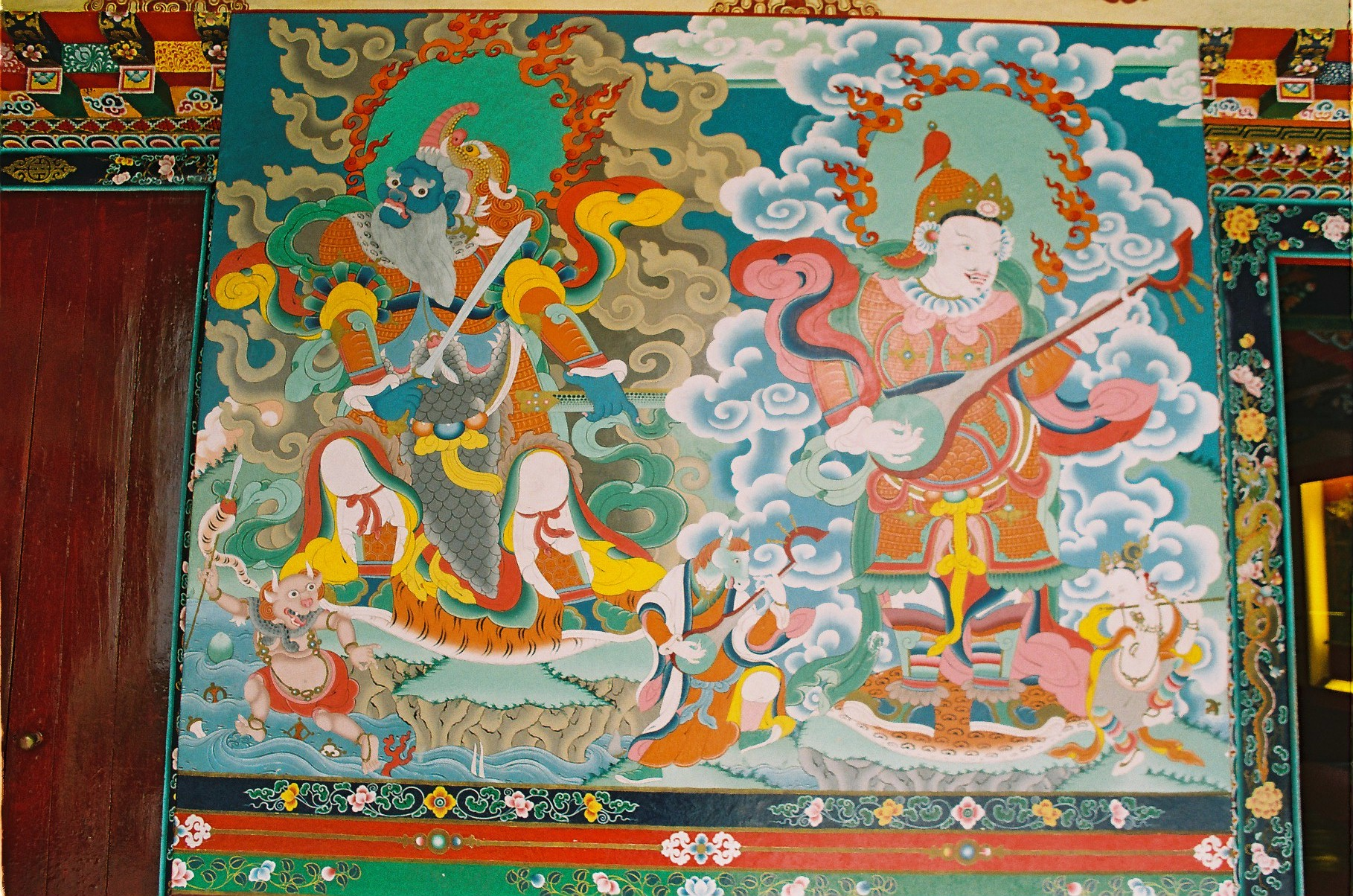
Танка, расположенная в музее Намгьял

Институт был основан в1958 году с целью привлечь внимание к исследованию религии, истории, языка, искусства и культуры тибетского культурного ареала, который включает Сикким. 
Краеугольный камень Института заложил Е. С. Далай-лама XIV 10 февраля 1957 года. Институт был официально открыт премьер-министром Индии Джавахарлалом Неру 1 октября 1958 года.
Ряд проектов института посвящён «визуальной антропологии», в том числе — общественная история 60 монастырей Сиккима и оцифровка связанных с ней документов, а также оцифровка и популяризация старых фотоархивов, связанных с Сиккимом.